# Каналь-Сан-Бово
Каналь-Сан-Бово (итал. Canal San Bovo) — коммуна в Италии, располагается в провинции Тренто области Трентино-Альто-Адидже.
Население составляет 1652 человека (2008 г.), плотность населения составляет 13 чел./км². Занимает площадь 125 км². Почтовый индекс — 38050. Телефонный код — 0439.
Покровителями коммуны почитаются святой апостол Варфоломей, празднование 24 августа, и святой Бово Вогерский.

## Демография
Динамика населения:

## Города-побратимы
- Чивителла-Альфедена, Италия

## Администрация коммуны
- Официальный сайт: